# コバノフホモロジー
数学において、コバノフホモロジー(英: Khovanov homology)は、鎖複体のホモロジーとしてできる向きづけられた結び目の不変量である。コバノフホモロジーはジョーンズ多項式のカテゴリ化として考えられる。
コバノフホモロジーは1990年代の終わりに、ミハイル・コバノフ(Mikhail Khovanov)により導入された。彼は当時はカリフォルニア大学デービス校に在籍しており、現在はコロンビア大学に所属している。

## 概要
結び目もしくは絡み目 L を表現する図形 D に、コバノフ括弧 [D]、これは次数付きベクトル空間の鎖複体、を割り当てる。すると、ジョーンズ多項式の構成の中でのカウフマン括弧の類似物となる。次に、[D] を（次数付きベクトル空間の中の）一連の次数シフトと（鎖複体の中の）高さシフトにより正規化して、新しい複体 C(D) を得る。この複体のホモロジーは L の不変量であることが分かり、その次数付きオイラー標数は L のジョーンズ多項式であることが分かる。

## 定義
(以下の定義はドロール・バー-ナタン(Dror Bar-Natan)の論文に沿う。)
次数付きベクトル空間の上の次数シフト 作用素を {l} で表す；すなわち、m 次元内の同次成分は、 m + l へシフトする。
同様にして、鎖複体の上の 高さシフト 作用素を[s] と表す。つまり、r 番目のベクトル空間 もしくは 加群は、(r + s) 番目の場所へ移動し、そのときにすべての微分写像もともにシフトすることになる。
V を次数 1 の生成子 q と次数 −1 の生成子 q−1 とを持つ次数付きベクトル空間とする。
ここで絡み目 L を表現する任意の図形 D をとる。コバノフホモロジー の公理は次のようになる：
1. [ø] = 0 → Z → 0, ここの ø は空の絡み目を表す。
2. [O D] = V ⊗ [D], ここの O は結ばれていない自明な成分を表す。
3. [D] = F(0 → [D0] → [D1]{1} → 0)

これらの内の三番目で、F は「平坦化する」作用素を表していて、単体複体は二重複体から、対角に沿って直和をとることで得られる。また、D0 で D の中のある選ばれた交点の「0-smoothing」を表すとして、D1 で「1-smoothing」、同じようにすると、カウフマン括弧のスケイン関係式と似た式が得られる。
次に、「正規化された」複体 C(D) = [D][−n−]{n+ − 2n−} を構成する。ここで n− は D の選択された図形の中の左手の交叉の数を表し、n+ は右手の交叉の数を表す。
L の コバノフホモロジー は、この複体 C(D) のホモロジー H(L) である。コバノフホモロジーは実際に L の不変量となっていて、図形の選択には依存しないことが分かる。H(L) 次数付きオイラー標数は、L のジョーンズ多項式であることも分かる。H(L) は、ジョーンズ多項式以上の L の情報を持っていることが示されているが、完全な詳細は未だ完全には理解されていない。
2006年にドロール・バー-ナタン(Dror Bar-Natan)は、任意の結び目のコバノフホモロジー(もしくはカテゴリ)を計算するに十分なコンピュータプログラムを開発した。

## 関連する理論
コバノフホモロジーでもっとも興味を持たれている側面の一つに、完全系列が形式的に3次元多様体のフレアーホモロジーの完全系列に似ていることである。さらに、ゲージ理論やその類似を使い示すことでのみ、結果を再現することがある。ヤコフ・ラスムッセン(Jacob Rasmussen)のクロンハイマーとムロフカの定理の別の新しい証明があり、これはミルナー予想の証明である（以下を参照のこと）。予想であるが、コバノフホモロジーをピーター・オズバス(Peter Ozsváth)とゾルタン・ザボー(Zoltán Szabó)のフレアーホモロジーに関係づけるスペクトル系列がある（ダンフィールド他の2005年も参照）。別のスペクトル系列 (オズバス-ザボー 2005) は、コバノフホモロジーの変形を結び目に沿った分岐した二重被覆のヒーガードフレアーホモロジーと関係づける。三番目 (ブルーム 2009) は、分岐した二重被覆のモノポールフレアーホモロジーの変形に（コバノフホモロジーが）収束するという結果もある。
コバノフホモロジーはリー代数 sl2 の表現論に関係する。ミハイル・コバノフとレフ・ロザンスキーはすべての n に対して sln に付随するコホモロジー論を定義した。2003年にカサリーナ・ストロッペル(Catharina Stroppel)は、コバノフホモロジーをすべての n について sln へ一般化されたタングル（レシェーティキン-トゥラエフ不変量のカテゴリ化されたバージョン）の不変量に関係付けた。
ポール・ザイデル(Paul Seidel)とイワン・スミス(Ivan Smith)は、ラグランジアン交叉フレアーホモロジーを使い、単一の次数付き結び目ホモロジー論を構成しました。そこでは、単一次数付きのコバノフホモロジーは同型であろうと予想されている。シプリアン・マノレスク(Ciprian Manolescu)は、この構成を単純化し、どうするとザイデル-スミス不変量(Seidel-Smith invariant)の彼のバージョンを元にして鎖複体からのジョーンズ多項式を再現できるかを示した。

## 結び目（絡み目）多項式との関係
2006年の国際数学者会議でミハイル・コバノフは、コバノフホモロジーの観点より、結び目多項式の関係の説明を提案した。
3つの絡み目 {\displaystyle L_{1},L_{2}}, {\displaystyle L_{3}} のスケイン関係式は、次のようになる。
{\displaystyle \lambda P(L_{1})-\lambda ^{-1}P(L_{2})=(q-q^{-1})P(L_{3}).}
この式に {\displaystyle \lambda =q^{n},\ n\leq 0} と代入すると絡み目多項式不変量 {\displaystyle P_{n}(L)\in \mathbb {Z} [q,q^{-1}]} が導かれる。この式で、{\displaystyle n>0} に対し、次のように正規化する。
{\displaystyle P_{n}(unknot)=q^{n-1}+q^{n-3}+\cdots +q^{1-n}}
また、{\displaystyle P_{0}(unknot)=1} とする。{\displaystyle n>0} について、多項式 {\displaystyle P_{n}(L)} は、量子群 {\displaystyle sl(n)} の表現論を通して解釈することができ、また {\displaystyle P_{0}(L)} は、量子リー超代数 {\displaystyle U_{q}(gl(1|1))} を通して解釈することができる。 
アレクサンダー多項式 {\displaystyle P_{0}(L)} は二重結び目ホモロジー論のオイラー標数である。
{\displaystyle P_{1}(L)=1} は自明である。
ジョーンズ多項式 {\displaystyle P_{2}(L)} は二重絡み目ホモロジー論のオイラー標数である。
ホムフリー多項式(HOMFLY多項式、もしくはHOMFLYPT多項式)は、三重次数付き絡み目ホモロジー論のオイラー標数である。

## 応用
コバノフホモロジーの第一の応用は、ヤコフ・ラスムッセンにより与えられた。彼はコバノフホモロジーを使い、s-不変量を定義し、この結び目の整数に値を持つ不変量は、スライス種数を有限とし、ミルナー予想を証明することができた。
2010年には、クロンハイマー(Peter B. Kronheimer)とムロフカ(Tomasz Mrowka)は、コバノフホモロジーが、自明な結び目か否かを識別することを証明した。カテゴリ化された理論は、カテゴリ化されていない理論よりも多くの情報を持ってる。従って、コバノフホモロジーが自明な結び目か否かを識別するからといって、ジョーンズ多項式が自明な結び目か否かを識別するとは限らない。